# Pays d’Ouche

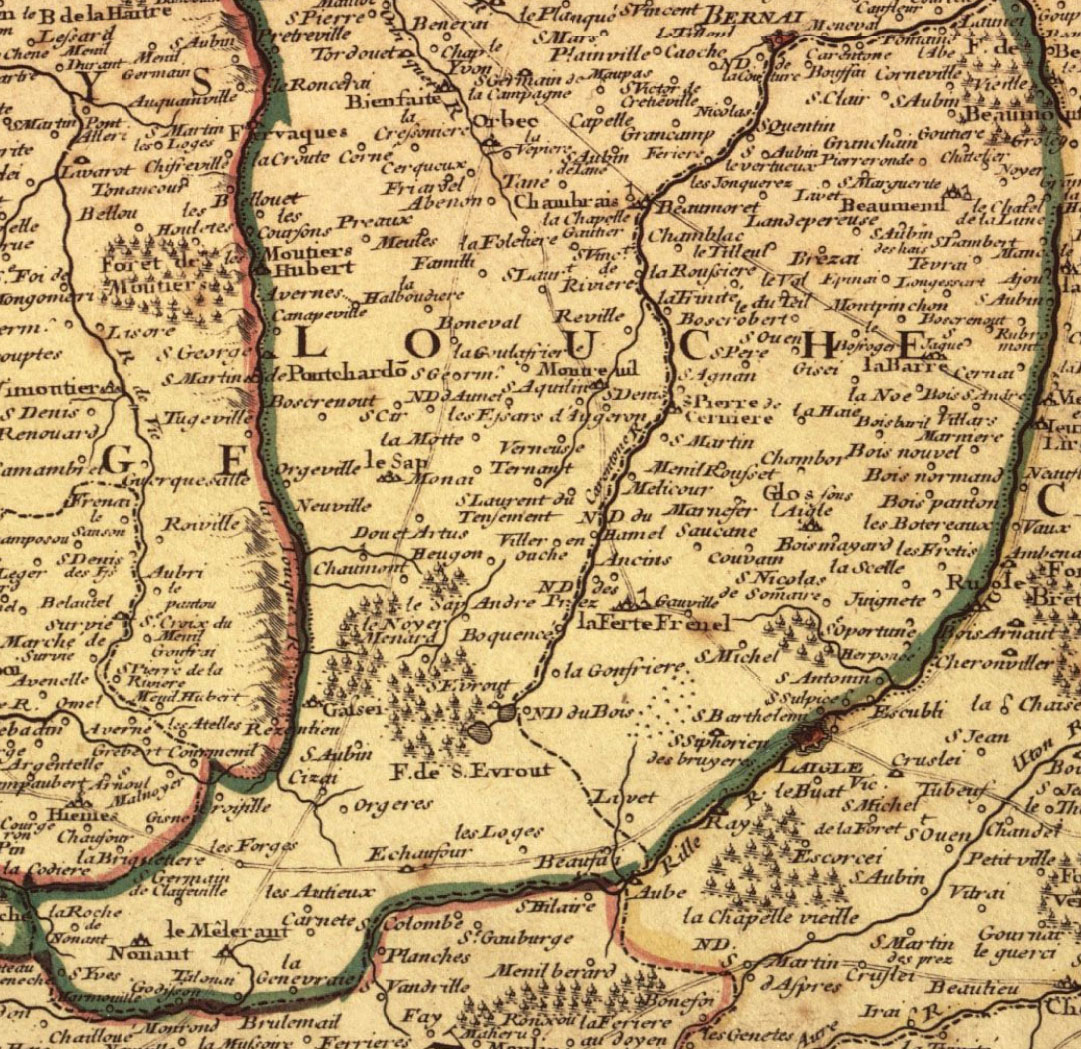
Karte des Pays d’Ouche, 1716

Das Pays d’Ouche ist eine Landschaft der Normandie im Nordosten des Départements Orne und dem Südwesten des Départements Eure.

## Geografie
Sein Zentrum ist das Tal der Risle oberhalb von Beaumont-le-Roger. Das Pays d’Ouche wird von der Charentonne im Westen, dem Iton im Osten, der Avre im Süden und im Norden von einer fiktiven Linie zwischen Évreux, Beaumont-le-Roger und Bernay begrenzt. Im Westen berührt es das Pays d’Auge (Pagus Algiae) und im Süden den Perche. Die wichtigsten Orte sind: L’Aigle, Bernay, Breteuil, Conches-en-Ouche und Rugles. Der Boden ist reich an Siliciumdioxid, Tonmineralen und Sand und gelegentlich mit Schluff bedeckt.

## Geschichte
Das Gebiet des Pays d’Ouche entspricht dem Archidiakonat Ouche, dem pagus Uticensis. Der Name Ouche ist aus dem indo-europäischen Wortstamm ot- oder ut- (‚Waldgebiet‘) und der keltischen Ortsnamensendung *-ika zusammengesetzt (vergleiche *are-mor-ika).

## Wirtschaft
Die Region wird hauptsächlich landwirtschaftlich genutzt. Es herrschen relativ armen Böden und große Wälder (Breteuil, Conches-en-Ouche) vor. Ein bedeutender Erwerbszweig ist die Rinderzucht.